# Ульяновка (Северо-Казахстанская область)
Ульяновка (каз. Ульяновка) — упразднённое село в Тайыншинском районе Северо-Казахстанской области Казахстана. Входило в состав Донецкого сельского округа. Ликвидировано в 2000-е годы.

## Население
По данным переписи 1999 года, в селе проживало 39 человек (22 мужчины и 17 женщин).